# Head (Unix)

Comanda UNIX head este folosită pentru a tipări primele linii dintr-un fișier. Pe sistemele Linux, comanda face parte din pachetul GNU coreutils.

## Sintaxă
```
head [opțiuni] fișiere
```

Dintre opțiunile cele mai des folosite amintim:
-c - tipărește numărul specificat de bytes din fișier
-n - tipărește numărul specificat de linii din fișier

## Exemple
Tipărește primele cinci linii din fișierul file.txt:
```
# head -n 5 file.txt
```